# ロバート・カヘリー
ロバート・カヘリー（Robert Cahaly）は、トラファルガー・グループの創設者である世論調査員・政治コンサルタント。
彼は、世論調査の回答者が「社会的望ましさのバイアス」のためにトランプに投票していることを明かすのを恐れているとする「恥ずかしがり屋のトランプ支持者理論」（隠れトランプ）の前提に一部基づいて、2016年アメリカ合衆国大統領選挙でのドナルド・トランプの当選を正確に予測した数少ない世論調査員の1人として、2016年にメディアの注目を集めた。

## 経歴
カヘリーはジョージア州で生まれ、サウスカロライナ州ペンドルトンで育ち、1995年にサウスカロライナ大学で政治学の学士号を取得した。子供の頃から、彼はさまざまな政治キャンペーンに志願し、1997年に自身の政治コンサルティング会社を設立した。
2010年のサウスカロライナでの論争の後、カヘリーは「Cahaly v. LaRosa（英語）」の訴訟で成功した当事者であり、世論調査のためのロボコールを行う権利を擁護した。キャロル・キャンベル知事、デビッド・ビーズリー知事、マイク・ハッカビー知事、ニッキー・ヘイリー知事、クリス・クリスティ知事、ヘンリー・マクマスター知事、ストロム・サーモンド上院議員、ボブ・ドール上院議員、ティム・スコット上院議員、ベン・サッセ上院議員、ジョージ・H・Wブッシュ大統領、ジョージ・W・ブッシュ大統領、ドナルド・J・トランプ大統領などの様々な共和党員のキャンペーンに取り組んできた。
2016年、カヘリーはドナルド・トランプの当選を正確に予測した数少ない世論調査員の1人として、メディアから大きく注目された。2020年アメリカ合衆国大統領選挙までの数か月間、カヘリーのスイング・ステートの世論調査でも、他の予測世論調査よりトランプが優位に立っていることを示した。